# Иськов Яр
Исько́в Яр (укр. Іськів Яр) — село,
Задоне́цкий сельский совет,
Змиёвский район,
Харьковская область, Украина.
Код КОАТУУ — 6321782503. Население по переписи 2001 года составляло 3 (2/1 м/ж) человека. В 2020 село считается нежилым.

## Географическое положение
Село Иськов Яр находится в Кнышевом (Иськовом) яру, 
на дороге Гайдары - Беспаловка,
на берегу правого притока реки Ольшанки Исько́ва ручья,
между реками Ольшанка (4 км, правый берег)
и Северский Донец (3 км, правый берег);
на расстоянии одного км от села Гайдары и в семи км от города Змиёв.
Село окружено большим лесным массивом (дуб).

## История
- 1658 — дата основания.
- В 1869 году на данном месте находились несколько безымянных хуторов.[4]
- В 2001 году население составляло три человека.

## Экономика
- При СССР в селе была молочно-товарная ферма (МТФ).